# Gärdesgölen (Åkers socken, Småland)
Gärdesgölen är en sjö i Vaggeryds kommun i Småland och ingår i Lagans huvudavrinningsområde. Sjön är 9,7 meter djup, har en yta på 0,019 kvadratkilometer och är belägen 269 meter över havet.